# STS-96
STS-96 byla mise amerického programu raketoplánů, konkrétně stroje Discovery v květnu a červnu 1999. Byl to 94. start raketoplánu a 26. let stroje Discovery. Hlavním cílem letu bylo zásobení Mezinárodní vesmírné stanice, v nákladovém prostoru raketoplánu byl také modul Spacehab. Uskutečnil se jeden výstup do otevřeného vesmíru.

## Posádka
- Kent V. Rominger (4), velitel
- Rick D. Husband (1), pilot
- Tamara E. Jerniganová (5), letový specialista 1
- Ellen Ochoaová (3), letový specialista 2
- Daniel T. Barry (2), letový specialista 3
- Julie Payetteová (1), letový specialista 4, CSA
- Valerij Tokarev (1), letový specialista 5, Roskosmos (CPK)

V závorkách je uvedený celkový dosavadní počet letů do vesmíru včetně této mise.

## Výstupy do otevřeného vesmíru (EVA)
- EVA 1: 30. května 1999
- Trvání: 7 hodin 55 minut
- Kdo: Jerniganová a Barry